# Przestrzeń Eberleina
Przestrzeń Eberleina (albo kompakt Eberleina) – zwarta przestrzeń topologiczna, która jest homeomorficzna ze słabo zwartym podzbiorem pewnej przestrzeni Banacha. Ernest Michael i Mary Ellen Rudin udowodnili, że każda przestrzeń zwarta, którą można przedstawić jako sumę jej dwóch metryzowalnych podprzestrzeni jest przestrzenią Eberleina. Przestrzeń zwarta X jest przestrzenią Eberleina wtedy i tylko wtedy, gdy istnieje podzbiór zwarty Y przestrzeni Cp(X), który rozdziela punkty (jako rodzina funkcji).

## Własności
- Każda przestrzeń Eberleina zawiera gęstą podprzestrzeń metryzowalną.
- Liczba Suslina przestrzeni Eberleina jest równa jej wadze.
- Nie istnieje ograniczenie górne dla mocy przestrzeni Eberleina - dla każdej liczby kardynalnej κ kula domknięta przestrzeni Hilberta ℓ2(κ) ze słabą topologią jest przestrzenią Eberleina.
- Produkt przeliczalnie wielu przestrzeni Eberleina jest przestrzenią Eberleina.
- Domknięta podprzestrzeń przestrzeni Eberleina jest przestrzenią Eberleina.
- Obraz poprzez funkcję ciągła przestrzeni Eberleina jest przestrzenią Eberleina (w klasie przestrzeni Hausdorffa)[2].
- Liniowo uporządkowane przestrzenie Eberleina są metryzowalne[3]
- Każda przestrzeń metryzowalna jest homeomorficzna z podprzestrzenią pewnej przestrzeni Eberleina.
- Każda przestrzeń Eberleina jest dziedzicznie σ-metazwarta[4]. Istvan Juhász, Zoltán Szentmiklóssy i Andrzej Szymański udowodnili, że własność ta charakteryzuje przestrzenie Eberleina w klasie przestrzeni o skończonym indeksie metryzowalności[5], to znaczy przestrzeni, które można przedstawić w postaci sumy skończenie wielu swoich podprzestrzeni metryzowalnych.
- Przestrzeń zwarta Hausdorffa K jest przestrzenią Eberleina wtedy i tylko wtedy, gdy przestrzeń Banacha C(K) jest typu WCG, tj. zawiera liniowo gęsty zbiór słabo zwarty[6].
- Jeżeli K jest przestrzenią Eberleina to przestrzeń Banacha C(K) jest przestrzenią Lindelöfa w słabej topologii. Pol wykazał, że przeciwna implikacja nie zachodzi[7], rozwiązując tym problem Corsona[8].

## Przykłady
- Każda zwarta przestrzeń metryzowalna jest przestrzenią Eberleina.
- Uzwarcenie Aleksandrowa (jednopunktowe) przestrzeni dyskretnej jest przestrzenią Eberleina.
- Podwojony okrąg Aleksandrowa jest przestrzenią Eberleina.
- Kostka Hilberta [0,1]ω i kostka Cantora {0,1}ω są przestrzeniami Eberleina. Kostki [0,1]κ i {0,1}κ dla κ > ω nie są przestrzeniami Eberlaina ponieważ ich liczby Suslina są nieprzeliczalne.
- Kula domknięta przestrzeni refleksywnej ze słabą topologią jest przestrzenią Eberleina.
- Liczba porządkowa ω1 = [0, ω1]  z topologią porządkową nie jest przestrzenią Eberleina.
- Każda rozproszona przestrzeń Corsona jest przestrzenią Eberleina[9].